# دوی گذرراه

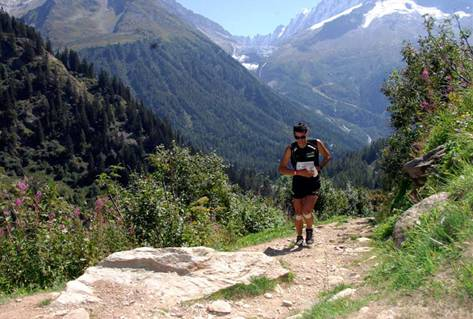
کیلیان ژورنت، در طول دویدن برنده شدن خود در Ultra-Trail du Mont-Blanc در سال ۲۰۰۸

دوی گذرراه (به انگلیسی: Trail running) نوعی دویدن است که در فضای باز و در محیط‌های طبیعی با اندکی جاده آسفالته انجام می‌شود. این کار شبیه به دویدن در کوهستان و دویدن در پرتگاه (همچنین به عنوان دویدن در تپه شناخته می‌شود). برخلاف دویدن در جاده و پیست، معمولاً در مسیرهای روباز، اغلب در زمین‌های کوهستانی رخ می‌دهد و اغلب شامل صعودها و فرودهای قابل توجهی است. تشخیص قطعی دویدن در گذرراه از دوی صحرانوردی دشوار است. با این حال، به‌طور کلی، دوی صحرانوردی رشته‌ای است که توسط فدراسیون دو و میدانی اداره می‌شود، که معمولاً در مسافت‌های کوتاه‌تر مسابقه داده می‌شود، در حالی که دویدن در گذرراه توسط انجمن بین‌المللی دویدن در گذرراه نظارت می‌شود و شامل مسابقات طولانی‌تر می‌شود.